# Il corriere dell'imperatore
Il corriere dell'imperatore è un cortometraggio muto italiano del 1910 diretto da Luigi Maggi.